# 896년

## 연호
- 당(唐) 건녕(乾寧) 3년
- 일본(日本) 간표(寛平) 8년

## 기년
- 당(唐) 소종(昭宗) 8년
- 신라(新羅) 진성여왕(眞聖女王) 10년
- 발해(渤海) 대위해(大瑋瑎) 3년
- 후백제(後百濟) 견훤(甄萱) 5년
- 태봉(泰封) 궁예(弓裔) 2년

## 탄생
- 고려(高麗)의 무신(武臣) 이겸의(李謙宜)